# Iva Trhoňová
Iva Trhoňová (* 21. listopadu 1965 Nový Jičín) je česká autorka knih o pečení těsta kynutého droždím i kváskem, zvláště pak kváskového chleba.

## Životopis
Iva Trhoňová vystudovala gymnázium. Od 15 let se u ní začala projevovat zatím nevyléčitelná choroba, svalová myopatie. Navzdory nemoci se rozhodla rozdávat radost skrze svoje recepty a zkušenosti z pečení, které zveřejňuje na své webové stránce a v knihách o kynutém pečivu.
Do pořadu Na Kafeečko si Ivu Trhoňovou pozvala Miluše Bittnerová.
V roce 2023 Česká televize uvedla dokument věnovaný životu Ivy Trhoňové, 13. komnatu.

## Dílo
Iva Trhoňová začala původně péct z finančních důvodů. Založila webovou stránku Pekárnomanie, kde zveřejňovala své recepty a rady a začala vydávat knížky — kuchařky. Působí jako vedoucí moderátorka na Topreceptech, s webem spolupracuje od jeho založení.

### Knihy
- Pekárnománie[7]
- Remoska v moderní kuchyni[8]
- Ruce v mouce: Domácí pečivo s kváskem i droždím[9]
- Upečeno s láskou: Kváskový chléb a pečivo[10]
- Hrátky s těstem: Drožďové pečivo snadno, rychle a dokonale[11]
- Kouzlo domácí pekárny[12]
- Vypečený diář[13]